# بيلي ببكر
بيلي ببكر (بالإنجليزية: Billy Baker)‏ (3 أكتوبر 1920 في المملكة المتحدة - 11 فبراير 2005) هو لاعب كرة قدم بريطاني في مركز نصف الجناح. شارك مع منتخب ويلز لكرة القدم. أما مع النوادي، فقد لعب مع إيبسويتش تاون وكارديف سيتي.

## وصلات خارجية
- بيلي ببكر على موقع قاعدة بيانات كرة القدم.إي يو (الإنجليزية)